# Farewell (album của Ban Tomiko)
Farewell là album hát đơn đầu tiên của Ban Tomiko sau khi ban nhạc Do As Infinity tan rã. Phát hành từ ngày 29 tháng 3 năm 2006, album từng xếp thứ #7 trên bảng xếp hạng Oricon của Nhật Bản trong 10 tuần và đã bán được tất cả 45.409 bản (trở thành album bán chạy nhất của Tomiko).

## Các track trong CD
1. farewell
2. morning glory
3. Urara. (うらら。; Uh La La.)
4. Essence
5. horoscope
6. complacence
7. Nue no Naku Yoru (鵺の鳴く夜; The Night When the Howled)
8. HOLY PLANET
9. Before Sunset
10. Hold Me...
11. A Dream is a Wish Your Heart Makes|A Dream Is a Wish Your Heart Makes (Phần phụ)

## Track trong DVD
1. farewell PV
2. Hold Me... PV

## Catalog
- AVCD-17917/B (CD+DVD)
- AVCD-17918 (CD Only)

## Giá bán
- 3.800 Yên (CD+DVD)
- 3.059 Yên (riêng CD)